# Kaya Mirecka-Ploss
Kaya Mirecka-Ploss, właśc. Hanna Adela Czech (ur. 12 września 1924 w Piekarach Śląskich, zm. 13 lipca 2023 w Waszyngtonie) – polska i amerykańska pisarka, projektantka mody, działaczka społeczna w Stanach Zjednoczonych.

## Życiorys
Pochodziła z biednej rodziny śląskiej o polsko-niemiecko-węgiersko-żydowskich korzeniach. Dzieciństwo spędziła w Nakle Śląskim, gdzie uczęszczała do tamtejszej szkoły (która współcześnie nosi jej imię). Jej ojciec, Wiktor Czech, był ślusarzem, a dziadek organistą. Po zajęciu Śląska przez Niemców została zesłana na roboty do hotelu w Jeleniej Górze, z którego po leczeniu oparzenia trafiła do obozu dla nieletnich w Niemczech. Z pobytem w obozie wiążą się traumatyczne przeżycia, o których była w stanie mówić dopiero wiele lat później.
Po zakończeniu wojny, po krótkim pobycie w tzw. obozie dipisowskim trafiła do Teatru Żołnierza Polskiego przy II Korpusie. Lata powojenne spędziła za granicą, głównie w Anglii, gdzie przybyła w 1946 wraz z Teatrem Dramatycznym II Korpusu we Włoszech. W Londynie zdała maturę i zdobyła tytuł magistra Działu Mody w Saint Martin’s School of Art. Doktorat obroniła na Uniwersytecie w Heidelbergu w Niemczech. Po 15 latach pobytu za granicą, pod koniec 1957, wróciła do kraju, gdzie dostała angaż w Teatrze Dramatycznym w Warszawie. Pracowała jako projektantka mody i była inicjatorką założenia firmy Mody Polskiej. Pod koniec 1960 zwróciła uwagę Służby Bezpieczeństwa i po odmowie skompromitowania założycieli i jej przyjaciół z Radia Wolna Europa, została aresztowana. Została zwolniona po dwóch tygodniach dzięki wstawiennictwu Leona Kruczkowskiego, przyjaciela rodziny. Zaczęła wtedy pisać pierwsze rozdziały Drogi przez most.
W 1966 była zmuszona uciekać do Stanów Zjednoczonych, pomógł jej przyjaciel z Londynu, sowietolog (i jej przyszły mąż), Sidney Ploss. W 1989 objęła funkcję prezesa Amerykańskiej Rady Kultury Polskiej. W 1991 została dyrektorem wykonawczym Amerykańskiego Centrum Kultury Polskiej w Waszyngtonie. W Centrum urządziła Gabinet Profesora Jana Karskiego oraz stworzyła stypendium jego imienia. Współpracowała z Fundacją Jolanty Kwaśniewskiej „Porozumienie bez barier”.

## Działalność charytatywna
Od 1997, wraz z Jolantą Kwaśniewską, organizowała dla małych pokrzywdzonych Polaków wakacje marzeń. W Stanach Zjednoczonych przebywało już około 200 dzieci na dwutygodniowych wakacjach, w tym sieroty po górnikach czy sieroty po gołębiarzach, którzy zginęli w katastrofie hali Międzynarodowych Targów Katowickich, mali mieszkańcy Jedwabnego. Ufundowała kilkadziesiąt stypendiów na studia w Stanach Zjednoczonych.
Wspomagała również szkołę podstawową w Nakle Śląskim, której w 2006 została patronką.

## Odznaczenia i wyróżnienia
Postanowieniem prezydenta Lecha Wałęsy z 9 marca 1994 została odznaczona Krzyżem Oficerskim Orderu Odrodzenia Polski „za wybitne zasługi w działalności polonijnej, za osiągnięcia w propagowaniu dorobku kultury polskiej”. Postanowieniem prezydenta Aleksandra Kwaśniewskiego z 16 sierpnia 2001 została odznaczona Krzyżem Komandorskim Orderu Odrodzenia Polski „za wybitne zasługi w działalności polonijnej, za zaangażowanie w propagowaniu polskiej kultury”.
W 2005 otrzymała Order Ecce Homo.
Była laureatką „Kryształowego motyla” – statuetki Fundacji. Została Damą Orderu Uśmiechu, który został jej wręczony 15 lutego 2005 w Waszyngtonie przez przedstawicieli Międzynarodowej Kapituły Orderu Uśmiechu – wicekanclerza Marka Michalaka i sekretarza Marka Pawłowskiego.
W 2011 była jednym z gości honorowych na uroczystości otwarcia interaktywnego gabinetu prof. Jana Karskiego w Rudzie Śląskiej.

## Życie prywatne
Posiadała obywatelstwo Rzeczypospolitej Polskiej i Stanów Zjednoczonych.
Była dwukrotnie zamężna. Jej pierwszym mężem był o 14 lat starszy Wiesław Mirecki, którego poznała po wojnie w Londynie. Wiesław Mirecki był aktorem i synem dyrektora banku. Jej drugim mężem był sowietolog Sidney Ploss, którego poślubiła w 1969 r. Przyznała, że nie było to udane małżeństwo.
Była blisko związana z Janem Karskim, legendarnym kurierem Polskiego Państwa Podziemnego, który był jej przyjacielem i któremu poświęciła książkę zatytułowaną Jan Karski – człowiek, któremu powiedziałam prawdę.
Zmarła 13 lipca 2023 w Stanach Zjednoczonych, gdzie mieszkała. W 100. rocznicę urodzin została pochowana, zgodnie z wolą wyrażoną w testamencie, na cmentarzu w Nakle Śląskim.

## Twórczość
- Kobieta, która widziała za dużo
- Droga przez most
- Jan Karski – człowiek, któremu powiedziałam prawdę